# Cselgáncs a 2014. évi nyári ifjúsági olimpiai játékokon
A 2014. évi nyári ifjúsági olimpiai játékokon a cselgáncs versenyszámanak Nankingban a Longjiang Gymnasium adott otthont augusztus 17. és 21. között. A fiúknál és a lányoknál is 4–4 súlycsoportban rendeztek versenyeket és egy csapatverseny is volt.

## Naptár
Az időpontok helyi idő szerint (UTC+8) értendők.
| Dátum         | Időpont | Versenyszám                                                                                       |
| ------------- | ------- | ------------------------------------------------------------------------------------------------- |
| Augusztus 17. | 13:00   | Fiú, 55 kg selejtezők, vigaszág Lány, 44 kg selejtezők, vigaszág Fiú, 66 kg selejtezők, vigaszág  |
| Augusztus 17. | 18:00   | Fiú, 55 kg helyosztók Lány, 44 kg helyosztók Fiú, 66 kg helyosztók                                |
| Augusztus 18. | 13:00   | Lány, 52 kg selejtezők, vigaszág Fiú, 81 kg selejtezők, vigaszág Lány, 52 kg selejtezők, vigaszág |
| Augusztus 18. | 18:00   | Lány, 52 kg helyosztók Fiú, 81 kg helyosztók Lány, 63 kg helyosztók                               |
| Augusztus 19. | 13:00   | Lány, 78 kg selejtezők, vigaszág Fiú, 100 kg selejtezők, vigaszág                                 |
| Augusztus 19. | 18:00   | Lány, 78 kg helyosztók Fiú, 100 kg helyosztók                                                     |
| Augusztus 21. | 12:00   | Vegyes csapat, selejtezők, vigaszág                                                               |
| Augusztus 21. | 18:00   | Vegyes csapat, helyosztók                                                                         |

## Éremtáblázat
(A táblázatokban Magyarország és a rendező ország eltérő háttérszínnel, az egyes számoszlopok legmagasabb értéke vastagítással kiemelve.)
| A 2014. évi nyári ifjúsági olimpiai játékok éremtáblázata cselgáncsban | A 2014. évi nyári ifjúsági olimpiai játékok éremtáblázata cselgáncsban | A 2014. évi nyári ifjúsági olimpiai játékok éremtáblázata cselgáncsban | A 2014. évi nyári ifjúsági olimpiai játékok éremtáblázata cselgáncsban | A 2014. évi nyári ifjúsági olimpiai játékok éremtáblázata cselgáncsban | Olimpia  |
| ---------------------------------------------------------------------- | ---------------------------------------------------------------------- | ---------------------------------------------------------------------- | ---------------------------------------------------------------------- | ---------------------------------------------------------------------- | -------- |
|                                                                        | Ország                                                                 | Arany                                                                  | Ezüst                                                                  | Bronz                                                                  | Összesen |
| –                                                                      | Nemzetek vegyes részvételei (MIX)                                      | 1                                                                      | 1                                                                      | 2                                                                      | 4        |
| 1.                                                                     | Japán (JPN)                                                            | 1                                                                      | 0                                                                      | 1                                                                      | 2        |
| 1.                                                                     | Oroszország (RUS)                                                      | 1                                                                      | 0                                                                      | 1                                                                      | 2        |
| 1.                                                                     | Törökország (TUR)                                                      | 1                                                                      | 0                                                                      | 1                                                                      | 2        |
| 4.                                                                     | Brazília (BRA)                                                         | 1                                                                      | 0                                                                      | 0                                                                      | 1        |
| 4.                                                                     | Horvátország (CRO)                                                     | 1                                                                      | 0                                                                      | 0                                                                      | 1        |
| 4.                                                                     | Magyarország (HUN)                                                     | 1                                                                      | 0                                                                      | 0                                                                      | 1        |
| 4.                                                                     | Kazahsztán (KAZ)                                                       | 1                                                                      | 0                                                                      | 0                                                                      | 1        |
| 4.                                                                     | Irán (IRI)                                                             | 1                                                                      | 0                                                                      | 0                                                                      | 1        |
|                                                                        |                                                                        |                                                                        |                                                                        |                                                                        |          |
| 9.                                                                     | Azerbajdzsán (AZE)                                                     | 0                                                                      | 2                                                                      | 0                                                                      | 2        |
| 10.                                                                    | Bosznia-Hercegovina (BIH)                                              | 0                                                                      | 1                                                                      | 0                                                                      | 1        |
| 10.                                                                    | Bulgária (BUL)                                                         | 0                                                                      | 1                                                                      | 0                                                                      | 1        |
| 10.                                                                    | Grúzia (GEO)                                                           | 0                                                                      | 1                                                                      | 0                                                                      | 1        |
| 10.                                                                    | Kirgizisztán (KGZ)                                                     | 0                                                                      | 1                                                                      | 0                                                                      | 1        |
| 10.                                                                    | Románia (ROU)                                                          | 0                                                                      | 1                                                                      | 0                                                                      | 1        |
| 10.                                                                    | Ukrajna (UKR)                                                          | 0                                                                      | 1                                                                      | 0                                                                      | 1        |
|                                                                        |                                                                        |                                                                        |                                                                        |                                                                        |          |
| 16.                                                                    | Németország (GER)                                                      | 0                                                                      | 0                                                                      | 2                                                                      | 1        |
| 17.                                                                    | Ausztria (AUT)                                                         | 0                                                                      | 0                                                                      | 1                                                                      | 1        |
| 17.                                                                    | Belgium (BEL)                                                          | 0                                                                      | 0                                                                      | 1                                                                      | 1        |
| 17.                                                                    | Kína (CHN)                                                             | 0                                                                      | 0                                                                      | 1                                                                      | 1        |
| 17.                                                                    | Kuba (CUB)                                                             | 0                                                                      | 0                                                                      | 1                                                                      | 1        |
| 17.                                                                    | Hollandia (NED)                                                        | 0                                                                      | 0                                                                      | 1                                                                      | 1        |
| 17.                                                                    | Dél-Korea (KOR)                                                        | 0                                                                      | 0                                                                      | 1                                                                      | 1        |
| 17.                                                                    | Szlovénia (SLO)                                                        | 0                                                                      | 0                                                                      | 1                                                                      | 1        |
| 17.                                                                    | Spanyolország (ESP)                                                    | 0                                                                      | 0                                                                      | 1                                                                      | 1        |
| 17.                                                                    | Üzbegisztán (UZB)                                                      | 0                                                                      | 0                                                                      | 1                                                                      | 1        |
| 17.                                                                    | Venezuela (VEN)                                                        | 0                                                                      | 0                                                                      | 1                                                                      | 1        |
| Összesen                                                               | Összesen                                                               | 9                                                                      | 9                                                                      | 17                                                                     | 35       |

## Érmesek

### Fiú
| A 2014. évi nyári ifjúsági olimpiai játékok érmesei fiú cselgáncsban |                                          |                                        |                                         |
| Versenyszám                                                          | Arany                                    | Ezüst                                  | Bronz                                   |
| 55 kg                                                                | Bauyrzhan Zhauyntayev · Kazahsztán (KAZ) | Natig Gurbanli · Azerbajdzsán (AZE)    | Jorre Verstraeten · Belgium (BEL)       |
| 55 kg                                                                | Bauyrzhan Zhauyntayev · Kazahsztán (KAZ) | Natig Gurbanli · Azerbajdzsán (AZE)    | Oguzhan Karaca · Törökország (TUR)      |
| 66 kg                                                                | Hifumi Abe · Japán (JPN)                 | Bogdan Iadov · Ukrajna (UKR)           | Sukhrob Tursunov · Üzbegisztán (UZB)    |
| 66 kg                                                                | Hifumi Abe · Japán (JPN)                 | Bogdan Iadov · Ukrajna (UKR)           | Wu Zhiqiang · Kína (CHN)                |
| 81 kg                                                                | Mikhail Igolnikov · Oroszország (RUS)    | Tamazi Kirakozashvili · Grúzia (GEO)   | Frank de Wit · Hollandia (NED)          |
| 81 kg                                                                | Mikhail Igolnikov · Oroszország (RUS)    | Tamazi Kirakozashvili · Grúzia (GEO)   | Ivan Felipe Silva Morales · Kuba (CUB)  |
| 100 kg*                                                              | Ramin Safaviyeh · Irán (IRI)             | Rostislav Dashkov · Kirgizisztán (KGZ) | Domenik Schonefeldt · Németország (GER) |

- A 100 kg-os versenyszámban csak 4 induló volt, emiatt nem volt vigaszágas bronzérmes.

### Lány
| A 2014. évi nyári ifjúsági olimpiai játékok érmesei lány cselgáncsban |                                      |                                                  |                                        |
| Versenyszám                                                           | Arany                                | Ezüst                                            | Bronz                                  |
| 44 kg                                                                 | Melisa Cakmakli · Törökország (TUR)  | Leyla Aliyeva · Azerbajdzsán (AZE)               | Anastasya Turcheva · Oroszország (RUS) |
| 44 kg                                                                 | Melisa Cakmakli · Törökország (TUR)  | Leyla Aliyeva · Azerbajdzsán (AZE)               | Honoka Yamauchi · Japán (JPN)          |
| 52 kg                                                                 | Layana Colman · Brazília (BRA)       | Betina Temelkova · Bulgária (BUL)                | Marusa Stangar · Szlovénia (SLO)       |
| 52 kg                                                                 | Layana Colman · Brazília (BRA)       | Betina Temelkova · Bulgária (BUL)                | Lee Hyekyeong · Dél-Korea (KOR)        |
| 63 kg                                                                 | Gercsák Szabina · Magyarország (HUN) | Stefania Adelina Dobre · Románia (ROU)           | Jennifer Schwille · Németország (GER)  |
| 63 kg                                                                 | Gercsák Szabina · Magyarország (HUN) | Stefania Adelina Dobre · Románia (ROU)           | Michaela Polleres · Ausztria (AUT)     |
| 78 kg                                                                 | Brigita Matic · Horvátország (CRO)   | Aleksandra Samardzic · Bosznia-Hercegovina (BIH) | Elvismar Rodriguez · Venezuela (VEN)   |
| 78 kg                                                                 | Brigita Matic · Horvátország (CRO)   | Aleksandra Samardzic · Bosznia-Hercegovina (BIH) | Sara Rodriguez · Spanyolország (ESP)   |

### Csapat
| A 2014. évi nyári ifjúsági olimpiai játékok érmesei csapat cselgáncsban | | | |
| Versenyszám                                                             | Arany | Ezüst | Bronz |
| Csapat                                                                  | Rouge csapat · Morgane Duchene · Franciaország (FRA) · Ayelen Elizeche · Argentína (ARG) · Adrian Gandia · Puerto Rico (PUR) · Mikhail Igolnikov · Oroszország (RUS) · Lisa Mullenberg · Hollandia (NED) · Maria Siderot · Portugália (POR) · Sukhrob Tursunov · Üzbegisztán (UZB) | Geesink csapat · Layana Colman · Brazília (BRA) · Nemanja Majdov · Szerbia (SRB) · Dzmitry Minkou · Fehéroroszország (BLR) · Ryu Seunghwan · Dél-Korea (KOR) · Ivana Sunjevic · Montenegró (MNE) · Anastasya Turcheva · Oroszország (RUS) · Wang Yu-Jyun · Tajvan (TPE) | Douillet csapat · Gustavo Basile · Argentína (ARG) · Marko Bubanja · Ausztria (AUT) · Adonis Diaz · Egyesült Államok (USA) · Liudmyla Drozdova · Ukrajna (UKR) · Lee Hyekyeong · Dél-Korea (KOR) · Brigita Matic · Horvátország (CRO) · Peter Miles · Nagy-Britannia (GBR)                            |
| Csapat                                                                  | Rouge csapat · Morgane Duchene · Franciaország (FRA) · Ayelen Elizeche · Argentína (ARG) · Adrian Gandia · Puerto Rico (PUR) · Mikhail Igolnikov · Oroszország (RUS) · Lisa Mullenberg · Hollandia (NED) · Maria Siderot · Portugália (POR) · Sukhrob Tursunov · Üzbegisztán (UZB) | Geesink csapat · Layana Colman · Brazília (BRA) · Nemanja Majdov · Szerbia (SRB) · Dzmitry Minkou · Fehéroroszország (BLR) · Ryu Seunghwan · Dél-Korea (KOR) · Ivana Sunjevic · Montenegró (MNE) · Anastasya Turcheva · Oroszország (RUS) · Wang Yu-Jyun · Tajvan (TPE) | Xian csapat · Hifumi Abe · Japán (JPN) · Chiara Carminucci · Olaszország (ITA) · Naomi de Bruine · Ausztrália (AUS) · Jolan Florimont · Franciaország (FRA) · Brillith Gamarra Carbajal · Peru (PER) · Felix Penning · Luxemburg (LUX) · Marusa Stangar · Szlovénia (SLO) · Idan Vardi · Izrael (ISR) |